# 天主教卡布韋教區
天主教卡布韋教區（拉丁語：Dioecesis Kabvensis）是贊比亞一個羅馬天主教教區，屬盧薩卡總教區。
教區成立於2011年11月29日，包括中央省五區。2011年有教友138,810人（佔轄區總人口12.9%）、十七個堂區、四十三名司鐸。現任教區主教為克萊門特·姆蘭加。